# 雷德羅克 (亞利桑那州皮納爾縣)
雷德羅克（英語：Red Rock）是位於美國亞利桑那州皮納爾縣的一個人口普查指定地區。根據2010年美國人口普查，該地人口為2169人，而該地的面積約為平方千米。

## 地理
雷德羅克的座標為32°34′29″N 111°19′29″W / 32.57472°N 111.32472°W，而該地最高點為海拔高度568米（即1865英尺）。